# Markus López
Markus López (Ciudad de México, 17 de junio de 1972) es un exfutbolista Mexicano que jugaba como defensa central o medio de contención. Debutó y se retiró para el Querétaro Fútbol Club de la Primera División de México.

## Trayectoria
Defensa de nacionalidad mexicana con una fuerza difícil de superar y 1.89m de altura es un adversario potente para cualquier delantero. Nacido en el año de 1972, logra su debut a los 20 años de edad con los Gallos Blancos de Querétaro, partido que terminó en victoria contra la escuadra de Cruz Azul.

## Estadísticas

### Clubes
La siguiente tabla detalla los encuentros disputados y los goles marcados en los clubes en los que ha militado.
| Querétaro F.C. · México |               |               |     |    |    |    |    |     |     |    |
| 1ª | 1992-93       | 20            | 0   | -  | -  | -  | -  | 20  | 0   |    |
| 1ª | 1993-94       | 30            | 1   | -  | -  | -  | -  | 30  | 1   |    |
| 1ª | 2004          | 11            | 0   | -  | -  | -  | -  | 11  | 0   |    |
| 2ª | 2004-05       | 15            | 0   | -  | -  | -  | -  | 15  | 0   |    |
| Total club | Total club    | 76            | 1   | -  | -  | -  | -  | 76  | 1   |    |
| Tecos U.A.G. · México |               |               |     |    |    |    |    |     |     |    |
| 1ª | 1994-95       | 15            | 0   | 2  | 0  | -  | -  | 17  | 0   |    |
| 1ª | 1995-96       | 27            | 9   | 2  | 1  | 2  | 0  | 31  | 10  |    |
| 1ª | 1996-97       | 25            | 4   | 6  | 2  | -  | -  | 31  | 6   |    |
| 1ª | 1997-98       | 34            | 0   | -  | -  | -  | -  | 34  | 0   |    |
| Total club | Total club    | 101           | 13  | 10 | 3  | 2  | 0  | 113 | 16  |    |
| C. Necaxa · México |               |               |     |    |    |    |    |     |     |    |
| 1ª | 1998-99       | 39            | 3   | 1  | 0  | 4  | 0  | 44  | 3   |    |
| 1ª | 2000          | 19            | 0   | -  | -  | 4  | 0  | 23  | 0   |    |
| 1ª | 2000-01       | 28            | 0   | -  | -  | 5  | 0  | 33  | 0   |    |
| 1ª | 2001          | 17            | 0   | -  | -  | 6  | 1  | 23  | 1   |    |
| Total club | Total club    | 103           | 3   | 1  | 0  | 18 | 1  | 122 | 4   |    |
| C. América · México |               |               |     |    |    |    |    |     |     |    |
| 1ª | 1999          | 12            | 0   | 1  | 0  | 5  | 0  | 18  | 0   |    |
| Total club | Total club    | 12            | 0   | 1  | 0  | 5  | 0  | 18  | 0   |    |
| Puebla F.C. · México |               |               |     |    |    |    |    |     |     |    |
| 1ª | 2002          | 5             | 0   | -  | -  | -  | -  | 5   | 0   |    |
| Total club | Total club    | 5             | 0   | -  | -  | -  | -  | 5   | 0   |    |
| Al Ain F.C. · EAU |               |               |     |    |    |    |    |     |     |    |
| 1ª | 2002-03       | 10            | 0   | -  | -  | -  | -  | 10  | 0   |    |
| Total club | Total club    | 10            | 0   | -  | -  | -  | -  | 10  | 0   |    |
| Total carrera | Total carrera | Total carrera | 307 | 17 | 12 | 3  | 25 | 1   | 344 | 21 |
| (1)Incluye datos de la Copa México y Pre Pre Libertadores (1998 y 1999) . (2)Incluye datos de la Recopa CONCACAF (1995), Pre Libertadores (1999 y 2000), Copa Merconorte (2000 y 2001) y Mundial de Clubes (2000). |               |               |     |    |    |    |    |     |     |    |

### Selección nacional
| Selección  | Año        | Amistosos | Amistosos | Eliminatorias | Eliminatorias | Mundial | Mundial | Copa Oro | Copa Oro | Copa América | Copa América | Copa Confederaciones | Copa Confederaciones | Total | Total |
| Selección  | Año        | Part.     | Goles     | Part.         | Goles         | Part.   | Goles   | Part.    | Goles    | Part.        | Goles        | Part.                | Goles                | Part. | Goles |
| ---------- | ---------- | --------- | --------- | ------------- | ------------- | ------- | ------- | -------- | -------- | ------------ | ------------ | -------------------- | -------------------- | ----- | ----- |
| México     |            |           |           |               |               |         |         |          |          |              |              |                      |                      |       |       |
| 1995       | 4          | 0         | -         | -             | -             | -       | -       | -        | -        | -            | -            | -                    | 4                    | 0     |       |
| 1996       | 2          | 0         | -         | -             | -             | -       | -       | -        | -        | -            | -            | -                    | 2                    | 0     |       |
| 1997       | 2          | 0         | -         | -             | -             | -       | -       | -        | -        | -            | 1            | 0                    | 3                    | 0     |       |
| Total club | Total club | 8         | 0         | -             | -             | -       | -       | -        | -        | -            | -            | 1                    | 0                    | 9     | 0     |

## Selección nacional
Ha sido llamado a la selección Nacional en 9 ocasiones durante la era de Manuel Lapuente.
Debutó con la selección el 11 de octubre de 1995 en un partido amistoso celebrado en Los Ángeles frente a Arabia Saudita, jugaría dos partidos más frente a Yugoslavia y frente a Colombia.
No sería considerado de forma habitual en la selección limitando su participación en duelos amistosos.
Fue convocado a la Copa Confederaciones 1997 disputando solamente un encuentro.

### Participaciones en fases finales
| Competición                    | Categoría | Sede           | Resultado        | Partidos |
| ------------------------------ | --------- | -------------- | ---------------- | -------- |
| Copa Kirin 1996                | Absoluta  | Japón          | Cuartos de final | 2        |
| Copa FIFA Confederaciones 1997 | Absoluta  | Arabia Saudita | Primera ronda    | 1        |

### Partidos internacionales
| # | Fecha                   | Rival          | Sede              | Estadio                       | Resultado | Competición                    |
| - | ----------------------- | -------------- | ----------------- | ----------------------------- | --------- | ------------------------------ |
| 1 | 11 de octubre de 1995   | Arabia Saudita | Los Ángeles       | Los Angeles Memorial Coliseum | 2 - 1     | Amistoso                       |
| 2 | 16 de noviembre de 1995 | Yugoslavia     | Monterrey         | Estadio Tecnológico           | 1 - 4     | Amistoso                       |
| 3 | 30 de noviembre de 1995 | Colombia       | Los Ángeles       | Los Angeles Memorial Coliseum | 2 - 2     | Amistoso                       |
| 4 | 7 de febrero de 1996    | Chile          | Santiago de Chile | Estadio Nacional de Chile     | 1 - 2     | Amistoso                       |
| 4 | 18 de mayo de 1996      | Eslovaquia     | Chicago           | Toyota Park                   | 5 - 2     | Amistoso                       |
| 5 | 30 de noviembre de 1995 | Colombia       | Los Ángeles       | Los Angeles Memorial Coliseum | 2 - 2     | Amistoso                       |
| 6 | 23 de mayo de 1996      | Yugoslavia     | Shimizu           | Estadio Nihondaira            | 0 - 0     | Copa Kirin 1996                |
| 7 | 29 de mayo de 1996      | Japón          | Fukuoka           | Estadio Level-5               | 2 - 3     | Copa Kirin 1996                |
| 8 | 5 de febrero de 1997    | Ecuador        | Los Ángeles       | Los Angeles Memorial Coliseum | 3 - 1     | Amistoso                       |
| 9 | 12 de diciembre de 1997 | Arabia Saudita | Riad              | Estadio Rey Fahd              | 5 - 0     | Copa FIFA Confederaciones 1997 |

## Palmarés

### Campeonatos nacionales
| Título                     | Club        | País   | Año  |
| -------------------------- | ----------- | ------ | ---- |
| Primera División de México | C. Necaxa   | México | 1998 |
| Liga Árabe del Golfo       | Al Ain F.C. | EAU    | 2003 |

### Campeonatos internacionales
| Título          | Club         | Sede      | Año  |
| --------------- | ------------ | --------- | ---- |
| Recopa CONCACAF | Tecos U.A.G. | Santa Ana | 1995 |

- Datos: Q3849663